# Lyman Beecher
Lyman Beecher (12 de outubro de 1775 — 10 de janeiro de 1863), abolicionista e clérigo presbiteriano estadunidense.